# Fahrenheit 451 (film)
Fahrenheit 451 er en britisk spillefilm fra 1966 instrueret af François Truffaut. Filmen er baseret på Ray Bradburys roman af samme navn.

## Handling
Guy Montag (spillet af Oskar Werner) er brandmand i et samfund, hvor bøger er blevet forbudt af regeringen for at forhindre en selvstændigt tænkende befolkning. Brandmændenes opgave er ikke at slukke brande, men derimod at brænde bøger. Befolkningen er hjernevasket og får alene information fra tv-skærme på væggen. 
Guy begynder at læse konfiskerede bøger og begynder at stille spørgsmålstegn ved regeringens motiv til bogbrændingerne. Han bliver opdaget og må beslutte sig for, om han vil fortsætte sit arbejde eller flygte.

## Om filmen
Filmen blev indspillet i Pinewood Studios i England og i Châteauneuf-sur-Loire i Frankrig. Den fik premiere ved filmfestivalen i Venedig den 6. september 1966, verdenspremiere den 15. september 1966 i Paris og dansk premiere den 29. december 1966 i København.
Filmens (og bogens) titel henviser til den temperatur, hvor papir begynder at brænde.

## Medvirkende i udvalg
- Oskar Werner - Guy Montag
- Julie Christie - Clarisse/Linda Montag
- Cyril Cusack - brandchefen
- Anton Diffring - Fabian
- Jeremy Spenser - manden med æblet
- Bee Duffell - bogkvinden
- Alex Scott - bogperson, "Henri Brulards liv"

## Eksterne links
- Fahrenheit 451 på Internet Movie Database (engelsk)
- Fahrenheit 451 på Filmdatabasen
- Fahrenheit 451 på Scope
- Fahrenheit 451 i Svensk Filmdatabas (svensk)
- Fahrenheit 451 på AlloCiné (fransk)
- Fahrenheit 451 på MovieMeter (nederlandsk)
- Fahrenheit 451 på AllMovie (engelsk)
- Fahrenheit 451 hos American Film Institute (engelsk)
- Fahrenheit 451 hos British Film Institute (engelsk)
- Fahrenheit 451's profil hos Encyclopædia Britannica Online (engelsk)